# Julia Holter
Julia Holter (California, Estados Unidos, 18 de diciembre de 1984) es una artista, cantante y compositora estadounidense. Graduada en el Instituto de las Artes de California, publicó su primer álbum de estudio, Tragedy, en 2011, al cual siguió el año siguiente Ekstasis, su segundo trabajo. Holter también colabora con otros músicos, entre los que se encuentran Nite Jewel, Linda Perhacs y Michael Pisaro. Después de firmar para Domino Records en 2013, lanzó a la venta su tercer álbum, Loud City Song, un disco que recibió la aclamación de la crítica y cuyo éxito continuaría con su cuarto álbum, Have You in My Wilderness, el cual fue publicado en 2015. En 2018 lanzó Aviary, un álbum doble.

## Trayectoria
Holter creció en la ciudad californiana de Los Ángeles, donde asistió a la Alexander Hamilton High School Academy of Music. Después de graduarse en el Instituto de las Artes de California (CalArts), donde estudió composición, 
Holter participó con algunas canciones en varios álbumes recopilatorios en 2008. Tocó en el LA Road Concert con la Open Academy Youth Orchestra en el Washington Boulevard en 2009. Al año siguiente comenzó a tocar junto a Linda Perhacs y su banda. En 2010, publicó un CD-R titulado Celebration y una colección de grabaciones en directo.
Su álbum de estudio debut, Tragedy, fue lanzado en agosto de 2011 por la discográfica Leaving Records. Inspirado por la obra de Eurípides Hipólito, 
el álbum recibió críticas favorables y fue nombrado uno de los "mejores sonidos externos de 2011" ("Best Outer Sound Albums Of 2011") por la NPR.
Holter publicó en marzo de 2012 su segundo álbum, Ekstasis, con el sello RVNG. El álbum obtuvo comparaciones con obras de artistas como Laurie Anderson, Julianna Barwick, Kate Bush, Joanna Newsom, Grouper y Stereolab, y fue bien acogido por la crítica. 
Holter había pasado tres años trabajando en el álbum, cuyo título proviene de la palabra griega para referirse a estar "fuera de sí". 
El videoclip para el tema "Moni Mon Amie" fue dirigido por Yelena Zhelezov y fue también estrenado en marzo.
Además de colaborar con otros músicos californianos como Nite Jewel, Holter publicó su tercer trabajo, al que tituló Loud City Song, en agosto de 2013, esta vez bajo la discográfica Domino Records. En contraste con sus dos primeros álbumes, que grabó principalmente sola en su habitación, Holter grabó Loud City Song con un grupo de músicos.
En septiembre de 2015, se puso a la venta el cuarto álbum de Julia Holter, Have You in My Wilderness, que se convirtió en su mayor éxito comercial en las listas de álbumes entre todos sus trabajos. 
Por otra parte, Holter colaboró con Jean-Michel Jarre en un tema para el doble álbum Electronica 2: The Heart of Noise, lanzado en mayo de 2016.
El 31 de marzo de 2017, Holter lanzó el disco In the Same Room con canciones tocadas en directo y grabadas durante el 23 y el 24 de agosto del 2016.
En septiembre de 2018, Holter anunció su quinto álbum, Aviary, y lanzó el sencillo "I Shall Love 2". Luego lanzó otro sencillo, "Words I Heard", y el álbum fue publicado el 26 de octubre.

## Discografía
| Álbum                           | Detalles del álbum                                                                               | Puesto más alto | Puesto más alto | Puesto más alto | Puesto más alto | Puesto más alto | Puesto más alto | Puesto más alto | Certificación |
| Álbum                           | Detalles del álbum                                                                               | US Heat         | BE (Fl)         | BE (Va)         | CH              | NL              | NOR             | UK              | Certificación |
| ------------------------------- | ------------------------------------------------------------------------------------------------ | --------------- | --------------- | --------------- | --------------- | --------------- | --------------- | --------------- | ------------- |
| Tragedy                         | - Publicado: 30 de agosto de 2011 - Discográfica: Leaving - Formato: LP, CD, descarga digital    | –               | –               | –               | –               | –               | –               | –               |               |
| Ekstasis                        | - Publicado: 8 de marzo de 2012 - Discográfica: RVNG - Formato: LP, CD, descarga digital         | 49              | –               | –               | –               | –               | –               | –               |               |
| Loud City Song                  | - Publicado: 19 de agosto de 2013 - Discográfica: Domino - Formato: LP, CD, descarga digital     | 19              | 60              | 140             | 88              | 91              | 20              | 103             |               |
| Have You in My Wilderness       | - Publicado: 25 de septiembre de 2015 - Discográfica: Domino - Formato: LP, CD, descarga digital | 3               | 56              | 107             | –               | 36              | –               | 29              |               |
| Aviary                          | - Publicado: 2018                                                                                |                 |                 |                 |                 |                 |                 |                 |               |
| Something in the Room She Moves | - Publicado: 2024                                                                                |                 |                 |                 |                 |                 |                 |                 |               |